# Alight
Alight AB, tidigare Eneo Solutions, är ett svenskt solenergiföretag som verkar över hela Europa. Alight förvaltar över 70 solenergitillgångar över hela Europa. Alight utvecklar också samlokaliserad batterilagring, en nyckelkomponent för att säkerställa att nätstabilitet klarar utbyggnaden av solenergi. 

## Historia
Alight grundades i Sverige av Harald Överholm, Richard Nicolin och Wilhelm Lowenhielm. Företaget grundades 2013 under namnet Eneo Solutions. 2020 bytte företaget namn till Alight. I november 2022 investerade DIF Capital Partners 150 miljoner euro i Alight för att skala upp sitt ursprungliga mål att bygga en gigawatt (GW) solenergitillgångar till 2025 till ett mål på 5GW solenergiprojekt levererade över hela Europa till 2030.
År 2022 utsåg Norrsken Foundation Alight på sin Impact100-lista över världens mest lovande impact startups. I december 2024 utsågs Warren Campbell till VD, efter att ha arbetat som Chief Operations Officer i fem år.  

## Solcellsparker
Alight har flera betydande solcellsparker i förvaltning eller under uppbyggnad:
- Solcellsparken i Linköping, Sverige: I juli 2020 driftsatte Alight Sveriges största solcellsparken i Linköping där Swedbank köper solenergi från genom ett så kallat PPA-avtal.[6] Installerad effekt är 12 MW och energin från solcellsparken står för 30 procent av Swedbanks årliga elförbrukning.[6]

- Solpark i Skurup, Sverige: I maj 2022 driftsattes Sveriges dittills största solpark i Skurup med en installerad effekt på 18 MW, och energin från solcellsparken står för ungefär hälften av Martin & Serveras årliga elförbrukning.[7]

- Solpark i Hallstavik, Sverige: I juni 2023 meddelade Alight att man påbörjat byggnationen av en 64 MW solpark utanför Norrtälje i Sverige och planerar att sälja energin till Axfood.[8]

- Solpark i Hultsfred, Sverige: I oktober 2023 meddelade den franska utvecklaren Neoen och Alight att de bygger Sveriges största solcellspark på 100 MW. Den el som produceras i solcellsparken kommer att köpas av H&M.[9]

- Solpark i Euraåminne, Finland: I september 2023 meddelade Alight att man expanderar till Finland med ett 100+ MW-projekt i Euraåminne, Finland. Företaget planerar att bygga 500 MW till 1 GW solkraft i Finland under 2024.[10]